# エマーソン北村
エマーソン北村（えまーそんきたむら、1962年5月17日 - ）は日本のキーボーディストである。
名前はイギリスのキーボーディストキース・エマーソンに由来する。

## 概要
1982年、北海道・札幌にてバンド「Para-Phrase」に参加。同年に暗黒大陸じゃがたらのツアーに関わる。
1985年、上京。
1988年にJAGATARAに参加、1990年解散。2020年「Jagatara2020」にメンバーとして活動再開。
1989年MUTE BEATに朝本浩文脱退後に加入、同年解散。
1990年に初のソロ作品「Shine A Light」リリースを機に名義を本名からエマーソン北村に変更。
1996年THEATRE BROOKにサポートで参加し、2005年に正式メンバーとして加入。
その他オルケスタ・デル・ビエント、Mr.Christmasなど複数のバンドに参加。
ライブハウス「代々木チョコレートシティ」のエンジニア、インディーズレーベル「NUTMEG」のスタッフを経て1990年代から忌野清志郎&2・3's、EGO-WRAPPIN'、斉藤和義、キセル、Leyona、Prague、やくしまるえつこなど数多くのバンド・アーティストのセッションミュージシャン・サポートミュージシャンとして活動。
2007年から2019年までライジング・サン・ロックフェスティバルのBOHEMIAN GARDENに毎年出演することが恒例となっていた。
2021年8月5日に新型コロナウイルスに感染、10月1日にTHEATRE BROOKのライブ運営方法・考え方の食い違いのためTHEATRE BROOKのメンバーとしての活動を無期限で休止することを発表。

## ディスコグラフィー

### アナログシングル
| 発売日         | タイトル                                             | 規格品番   |
| -------------- | ---------------------------------------------------- | ---------- |
| 1990年         | Shine A Light                                        | NC-2020    |
| 1990年         | Dancing Groove - A Tribute To Jackie Mittoo          | NC-2021    |
| 2006年11月3日  | Happy Birthday EP 2 / Pepe California/エマーソン北村 | SPEPF-009  |
| 2015年11月1日  | トロント・ロック/Toronto Dub                         | KMVLS-006  |
| 2015年11月1日  | 知らない家/下北六月                                  | KMVLS-007  |
| 2015年11月1日  | 橋からの眺め/新しい約束(SINGLE VERSION)              | KMVLS-008  |
| 2017年3月22日  | 飲み歩くおばけ/消えた赤バス / エマーソン北村&浦朋恵  | MYRD-110   |
| 2017年6月3日   | スピニング・ホイール / リメンバー                    | KMVLS-009  |
| 2018年2月17日  | 田舎はいいね e.p.                                    | EM-1173TEP |
| 2018年7月25日  | 窓から/雨の坂の足許                                  | KMVLS-010  |
| 2021年5月26日  | 夏の片隅で/夜が明けたら                              | TWRM-009   |
| 2023年10月11日 | COVERS 2003                                          | KMVLE-012  |

### 配信限定シングル
| 発売日       | タイトル                                        |
| ------------ | ----------------------------------------------- |
| 2017年8月2日 | 窓から/雨の坂の足許                             |
| 2020年4月1日 | 悲しくてやりきれない / ASA-CHANG エマーソン北村 |
| 2022年8月3日 | 船窓 / おろかな指                               |

### 参加作品
| 発売日         | タイトル                                             | 収録曲                                                                    |
| -------------- | ---------------------------------------------------- | ------------------------------------------------------------------------- |
| 1991年10月25日 | エキゾチカ慕情                                       | サティスファクション                                                      |
| 2004年2月18日  | the Indigo『My Fair Melodies 2』                     | 名前のない馬 feat.エマーソン北村(アメリカのカバー)                        |
| 2004年10月16日 | ドレミでうたおう                                     | kazoe-you(かぞえよう)                                                     |
| 2005年1月8日   | SUNDALAND plants compilation                         | Coisa Mais Linda                                                          |
| 2005年9月14日  | Cafe On The Beach                                    | HIP-HAG-HER/エマーソン北村&松永孝義                                       |
| 2006年7月26日  | 「男はソレを我慢できない」オリジナルサウンドトラック | 君といつまでも (piano ver.) 大山茶苑 For TWO 君といつまでも（organ ver.） |
| 2007年12月12日 | おやすみなさい                                       | 眠るための絵                                                              |
| 2010年1月27日  | ゴールデンスランバー 〜オリジナルサウンドトラック〜  | 逃亡のテーマ 逃亡のテーマ2 岩崎の裏切り!? 救出のテーマ                    |

## 主なライブ
- 1999年2月27日 - サウンドフェスタ in Tokyo '99～アンプラグドロックフレーバーナイト
- 2012年7月1日 - Shimokitazawa Indie Fanclub 2012
- 2015年7月25日 - FUJI ROCK FESTIVAL '15
- 2015年10月11日 - BEATRAM MUSIC FESTIVAL 2015
- 2017年6月18日 - 藤井一彦 生誕半世紀大感謝祭 KAZ'S HALF CENTURY BLUES SHOW
- 2017年7月30日 - FUJI ROCK FESTIVAL '17
- 2019年4月29日 - カクバリズム presents 磔磔45周年記念ライブ
- 2019年9月29日 - 中津川 THE SOLAR BUDOKAN 2019
- 2019年10月 - WEEK-END Fest #9[12]
- 2020年1月10日 - キセル 21年目の新年会![13]
- 2021年5月16日 - CIRCLE '20→'21（「キセル+エマーソン北村」名義で参加）[14]
- 2021年6月12日 - 森、道、市場 2021
- 2022年5月13日 - CIRCLE '22
- 2022年6月17日 - エマーソン北村の今日 - エマソロ「復活」&新リリース発表イベント -
- 2022年10月1日 - SOCIAL CASTLE MARKET 2022
- 2022年12月7日 - エマーソン北村の今日 ～2022冬～